# Vähäkyrö
Vähäkyrö (Lillkyro en suédois) est une ancienne municipalité de l'ouest de la Finlande dans la région d'Ostrobotnie. Elle a fusionné avec la ville de Vaasa au 1er janvier 2013 et est devenue le district de Vähäkyrö.

## Géographie
La commune est petite et densément peuplée. La population se concentre le long de la rivière Kyrönjoki. Le relief est pratiquement inexistant. Les champs cultivés occupent une surface comparable à la forêt.
La côte du golfe de Botnie est distante de 22 km du village centre.
Vähäkyrö est sur la nationale 18.

## Histoire
À l'âge du fer, Vähäkyrö marque l'embouchure de la Kyrönjoki. Le premier millénaire voit d'importants villages se développer à l'embouchure de la rivière, et la densité de population croît rapidement grâce à la richesse des terres agricoles. Le négoce semble également avoir été très actif, des vestiges romains et des pièces de monnaie arabes ayant été retrouvées dans des tombes par les archéologues.
La paroisse devient autonome en 1607, par une scission de Pohjankyrö (actuelle Isokyrö).
La première école primaire de la région y est ouverte en 1858. Aujourd'hui, Vähäkyrö est une commune à l'économie solide, qui parvient plutôt bien à garder ses habitants même si la tendance à une légère décroissance est amorcée depuis le milieu des années 1990.

## Économie
17 % de la population travaillent dans l'agriculture. Il s'agit principalement de céréaliculture ou d'élevage porcin.
La commune a longtemps été connue pour ses manufactures d'ustensiles de cuisine. Cette activité subsiste aujourd'hui en tant que production artisanale.

## Personnalités
C'est la paroisse de naissance du compositeur Erik Tulindberg (1761-1814).